# Ван Лью, Элизабет
Элизабет Ван Лью (англ. Elizabeth Van Lew; 1818—1900) — известная шпионка Армии Союза во время Гражданской войны в США. Имела прозвище «Безумная Бет» («англ. Crazy Bet»).

## Биография
Родилась 25 октября 1818 года в Ричмонде, штат Вирджиния, в семье Джона Ван Лью и его жены Элизы Бейкер, отцом которой был Хилари Бейкер, мэр Филадельфии с 1796 по 1798 годы. Отец Элизабет приехал в Ричмонд в 1806 году в возрасте 16 лет и в течение двадцати лет создал процветающий бизнес, связанный с техникой, владея несколькими рабами.
По желанию родителей Элизабет была послана в Филадельфию на учёбу в школу квакеров, где сформировались её аболиционистские настроения. Когда в 1843 году её отец умер, брат Элизабет взял на себя семейный бизнес и всех рабов; некоторые из них продолжили работать в качестве наёмных работников. Одной из рабынь была также будущая шпионка Союза Мэри Баузер. В 1837—1844 годах Элизабет потратила всё своё наличное наследство в размере 10 000 долларов (около 200 000 долларов на нынешние деньги), чтобы выкупить и освободить родственников своих бывших рабов.

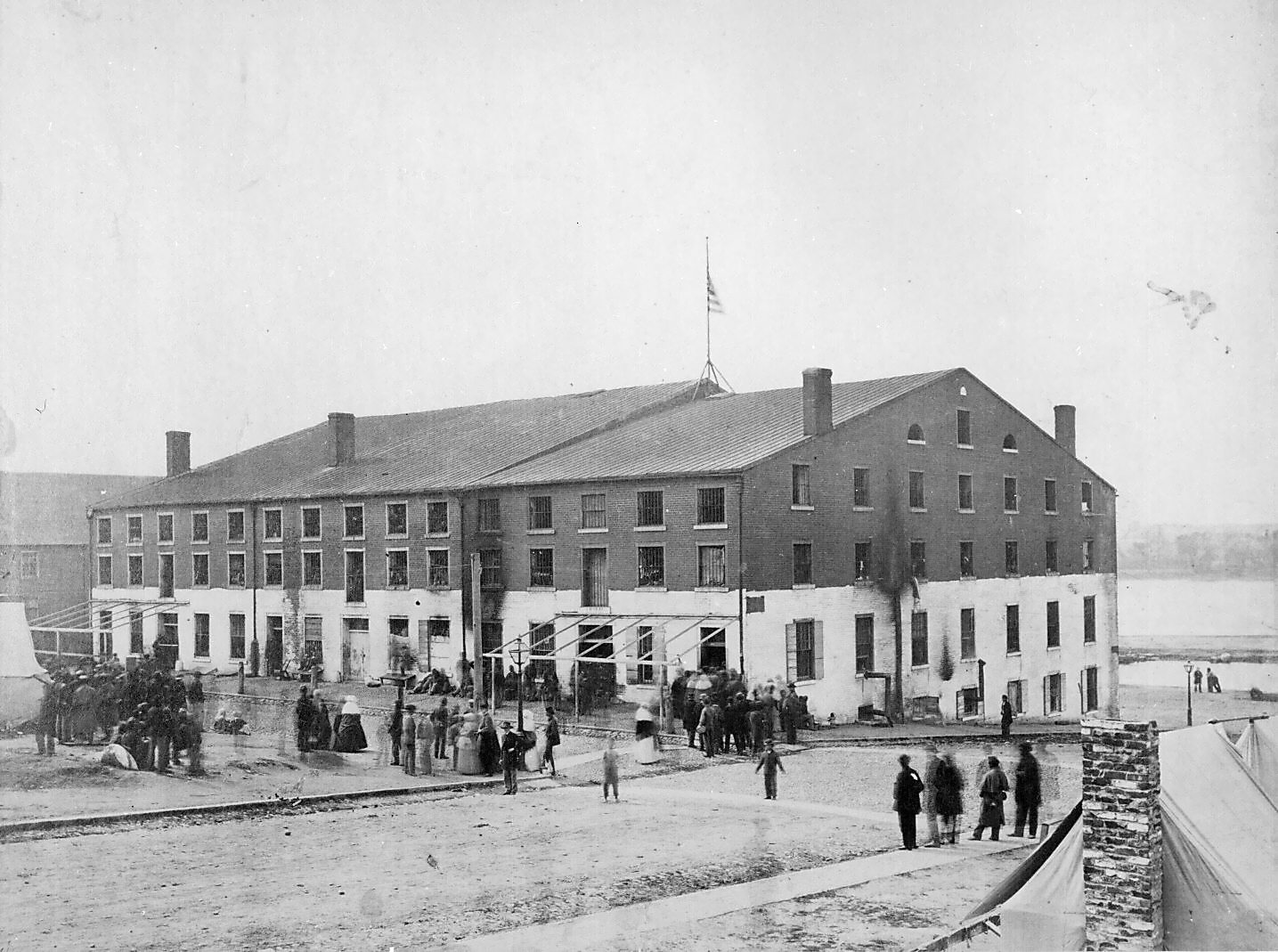
Тюрьма «Libby Prison», 1865 год

После начала Гражданской войны в США, Ван Лью было разрешено приносить в тюрьму «Libby Prison» в Ричмонде еду, одежду, писчую бумагу и другие вещи для солдат Союза, заключённых в ней. Пленные, в свою очередь, передавали Элизабет информацию о численности войск конфедератов и их передвижениях, которые она сообщала командирам Армии Союза. Она прятала в своём особняке некоторых сбежавших из тюрьмы заключенных, а также дезертиров из армии Конфедерации.
Ван Лью создала целую шпионскую сеть, куда вошли государственные клерки и военные. Она внедрила своего человека даже в окружение Варины Дэвис, второй жены президента КША Джефферсона Дэвиса, в качестве домашнего слуги — это была её бывшая чернокожая рабыня Мэри Баузер. Элизабет разработала систему шифра и часто передавала свои сообщения в полых яйцах. Руководство федеральной армии высоко ценило данные, поставляемые Элизабет Ван Лью. Так, офицер разведки Потомакской армии Джордж Шарп подтверждал большой вклад шпионки в 1864—1865 годах. В 1864 году Ван Лью рисковала быть раскрытой, когда пыталась похоронить федерального полковника Ульриха Дальгрена. Кроме того, во время длительной осады Питерсберга она помогала мирным жителям обеих враждующих сторон. В конце концов Элизабет Ван Лью начали подозревать в шпионаже, но до конца войны так и не смогли собрать против неё улики.

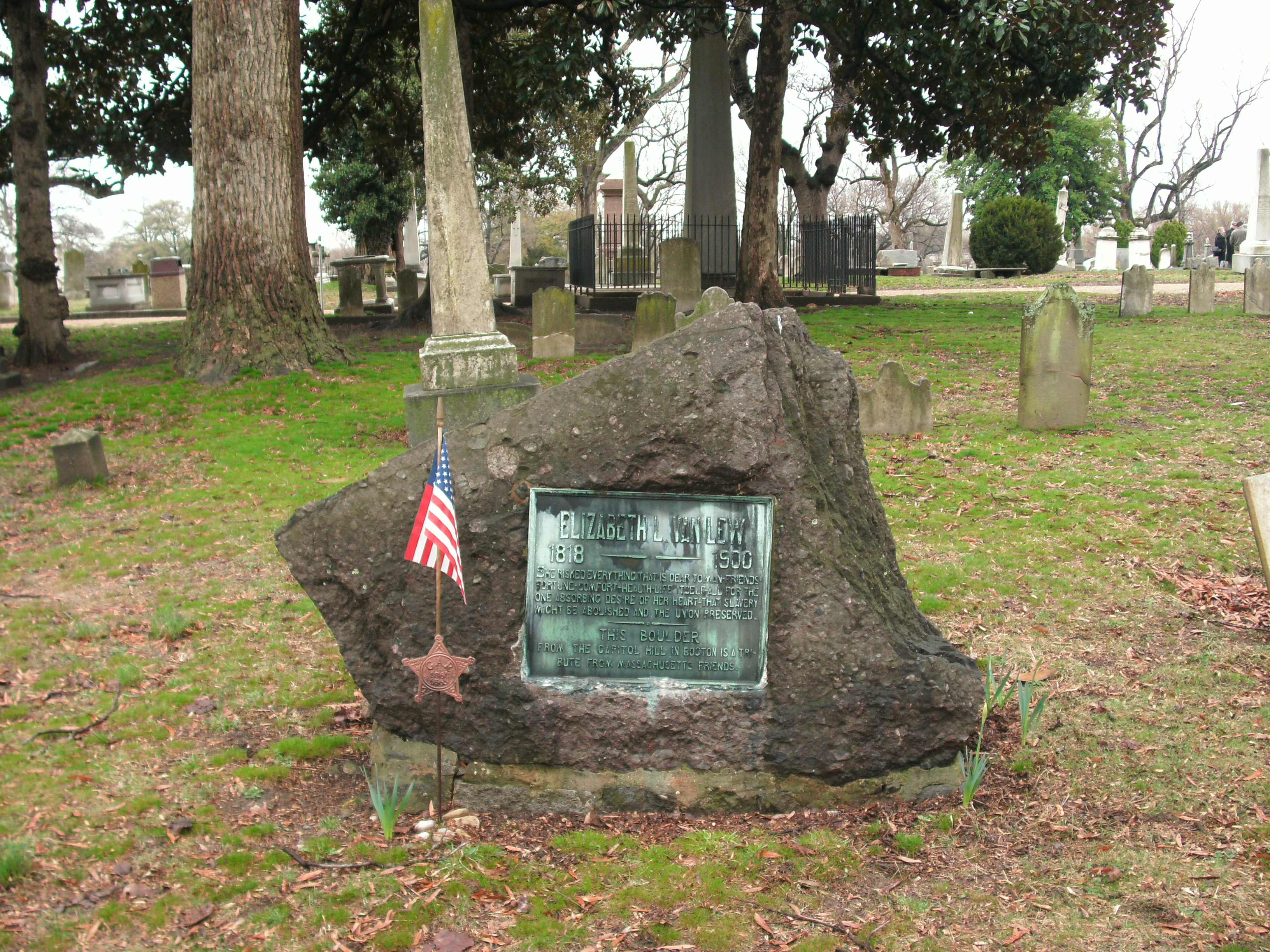
Могила Элизабет Ван Лью, 2010 год

После окончания войны Улисс Грант посетил Ричмонд и назначил её почтмейстером города. Элизабет прослужила на этом месте по 1877 год, когда новый президент Резерфорд Хейз освободил её от должности почтмейстера, но разрешил остаться обычным клерком. После реконструкции Юга Ван Лью часто осуждалась горожанами за прежнюю шпионскую деятельность. Она пыталась обеспечить себе государственную пенсию, но ей это не удалось, несмотря на то, что она обращалась к людям, которым помогла во время войны. Только жители Бостона собрали деньги для женщины, которая помогла многим солдатам Армии Союза.
Замужем не была. Умерла 25 сентября 1900 года в Ричмонде, и похоронена на городском кладбище Shockoe Hill Cemetery. Родственники федерального полковника  Пола Ревере, которому она помогла во время войны, сделали ей надгробие.
Имеется мемориальная доска, установленная за её деятельность и работу Мэри Баузер. В 1993 году имя Элизабет Ван Лью было увековечено в Зале славы военной разведки США.